# Village of Lisle-Benedictine University Sports Complex
Le Village of Lisle-Benedictine University Sports Complex est un stade omnisports américain (servant principalement pour le soccer, le baseball et la crosse) situé dans la ville de Lisle, en Illinois.
Le stade, doté de 3 000 places et inauguré en 2005, appartient à l'Université Benedictine et sert d'enceinte à domicile à l'équipe universitaire des Eagles de Benedictine, ainsi qu'à l'équipe de baseball des Pistol Shrimp de DuPage.

## Histoire
La construction du stade, dirigée par l'équipe d'architectes DLR Group de la Walsh Construction, est le fruit d'un effort de collaboration entre l'université et la municipalité. Il ouvre ses portes en 2005 pour un coût d'un peu moins de 9 millions $.
Durant la saison 2006, l'équipe de crosse de Major League Lacrosse (MLL) des Chicago Machine jouent leurs matchs à domicile au stade.
Entre 2011 et 2015, le stade accueille les matchs à domicile de l'équipe de soccer féminine de National Women's Soccer League (NWSL) des Chicago Red Stars.
Les lycées locaux jouent également leurs matchs de football américain et de soccer dans le stade.
L'équipe de baseball et de softball des Benedictine Eagles de NCCA DIII utilisent actuellement le stade pour leurs matchs à domicile.

## Galerie

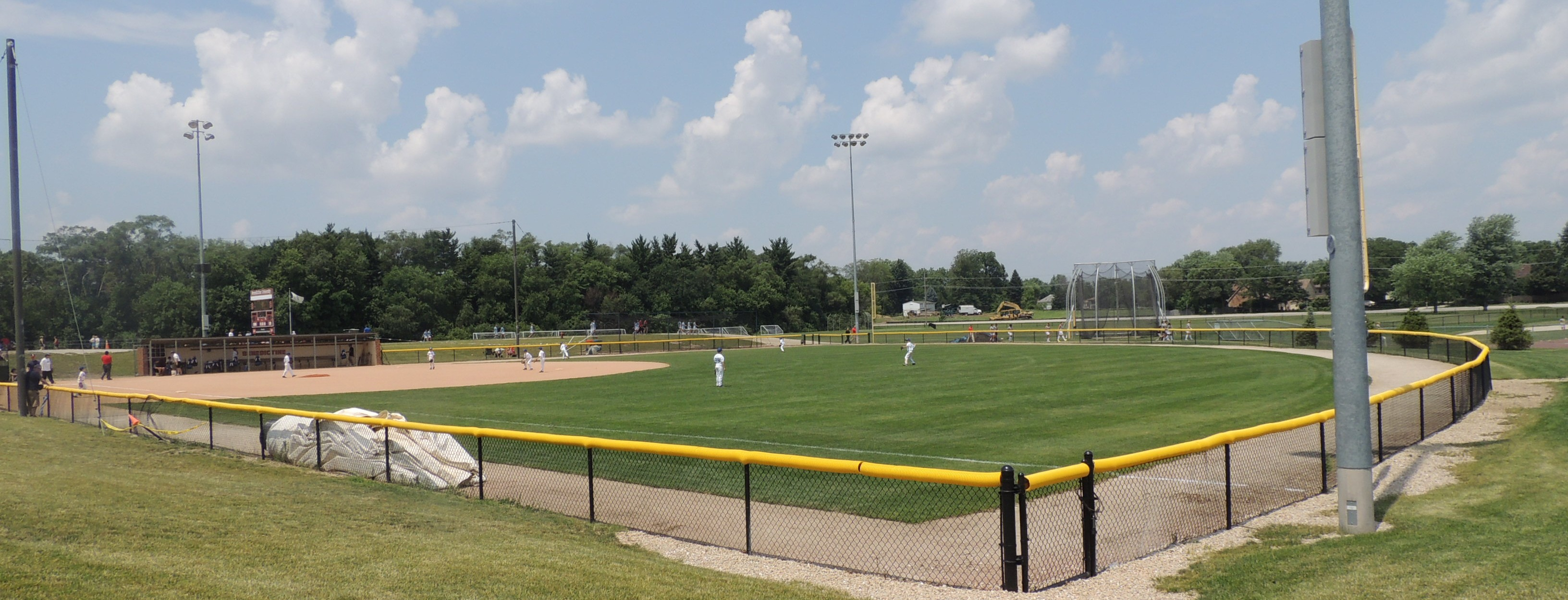
Terrain de baseball du complexe
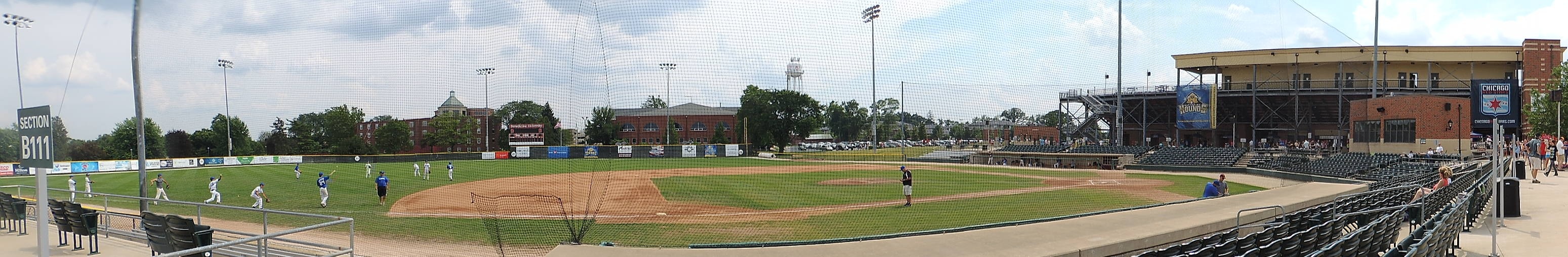
Terrain de baseball du complexe pendant un match
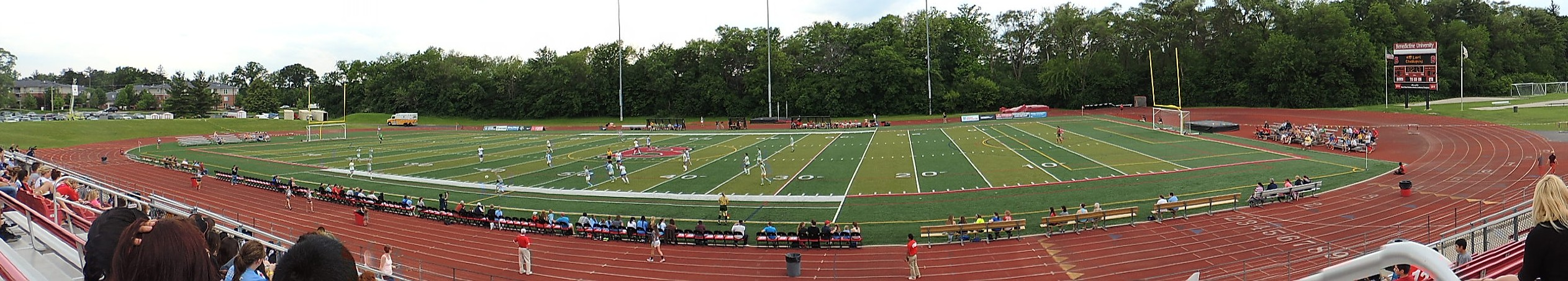
Terrain de football américain et d'athlétisme du complexe en 2013
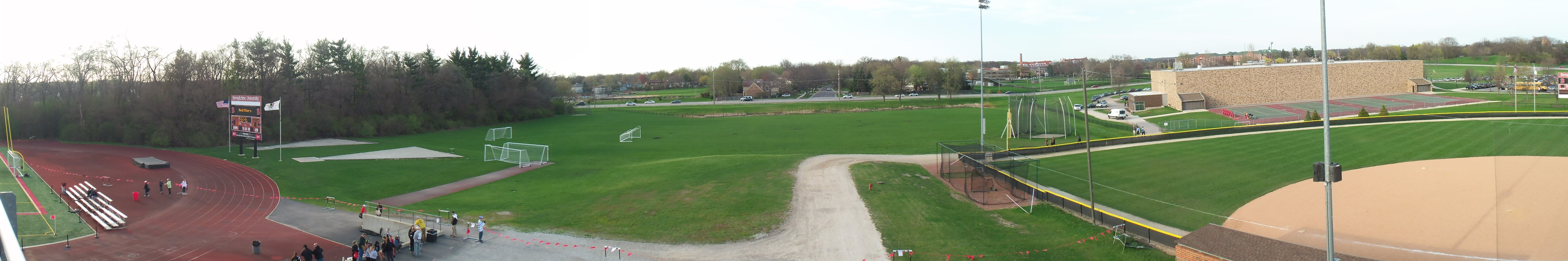
Terrain de soccer du complexe en 2015